# Colectare selectivă
Colectarea selectivă reprezintă o parte a procesului de reciclare, prin care materialele reciclabile sunt adunate și transportate spre centre de recilare. Procesul de reciclare presupune compostarea deșeurilor, colectarea separată și tratarea deșeurilor pentru reintroducerea lor în circuitul economic. Colectarea selectivă are ca scop protejarea mediului înconjurător. De asemenea, contribuie la o eficiență sporită de utilizarea resurselor. 
În anul 2010, Uniunea Europeană a reciclat în medie 35% din totalul deșeurilor reciclabile, în timp ce în România procentul de reciclare este de 3%.
Conform Ordinului nr. 1281/2005, privind stabilirea modalităților de identificare a containerelor pentru diferite tipuri de material în scopul aplicării colectării selective, pentru aplicarea la nivel național a colectării selective, containerele și recipientele de colectare a deșeurilor se inscripționează cu denumirea materialelor reciclabile și culoarea specifică pentru fiecare tip de material. Materialele ce pot fi reciclate sunt: hârtie, sticlă, plastic și metal. 
Colectarea selectivă se realizează prin intermediul a trei containere, de culoare și destinații diferite, astfel:
- Culoarea galbenă a containerului presupune depozitarea de deșeuri din metal și plastic;
- Culoarea albastră a containerului presupune depozitarea de deșeuri din hârtie și carton
- Culoarea verde a containerului presupune depozitarea de deșeuri din sticlă.

## Legături externe
Colectarea selectivă a deșeurilor Arhivat în 5 iunie 2019, la Wayback Machine.